# 愛が止まらない 〜Turn it into love〜
「愛が止まらない 〜Turn it into love〜」（あいがとまらない ターン・イット・イントゥ・ラヴ）は、Winkの3作目のシングルである。1988年11月16日にポリスターより発売された。副題「Turn it into love」の表記はシングル版におけるものであるが、収録アルバムによって「TURN IT INTO LOVE」もしくは「Turn It Into Love」と表記される場合もある。Winkのデビュー30周年である2018年4月27日には、完全限定盤として17cmアナログ・シングルがダブル・ジャケット仕様で再リリースされた。EP：D07R-1018（再リリース盤はPSKR-9107）、8cmCD：H10R-30011。

## 概要・背景
表題曲は、オーストラリアの女性歌手であるカイリー・ミノーグの1988年の楽曲「愛が止まらない 〜ターン・イット・イントゥ・ラヴ〜」のカバー。Winkの楽曲として、日本語詞を及川眠子、編曲を船山基紀が担当している。
1988年のテレビドラマ『追いかけたいの!』（フジテレビ系、10月26日 - 12月21日放送）の主題歌として作成され、その第4回放送と同日である11月16日に発売された。
カップリング曲は「DING DING 〜恋から始まるふたりのトレイン〜」。スウェーデンの女性歌手であるアニカ・ブルマンの1988年の楽曲「I en ding ding värld」のカバーで、表題曲と同じく日本語詞を及川眠子、編曲を船山基紀が担当している。
オリコンチャートの週間ランキングでは、1988年11月28日付で初登場19位。12週目である1989年2月13日付で、Winkのシングルとして初の1位を獲得する。以後、8月14日付の98位まで、100位以内には38週連続ランクインしている。同チャートの年間ランキングでは、1988年度においては1.035万枚の売上で492位であるが、翌1989年度においては、同デュオのシングルとしては最大の年間売上である62.95万枚を記録し、5位となった。1990年度では、0.551万枚の売上で591位となっている。
当時の大半のアイドル系のシングルが、初登場で最高順位となり、以後は徐々に、または急激に順位を落としていたなか、本作はタイアップドラマである『追いかけたいの!』が1988年12月21日に終了して以降も、上記のように暫く順位を伸ばしつつロングセールスを続けた。Winkはデビュー当初からラジオと有線に絞って宣伝がなされていたが、表題曲の有線におけるリクエストがカイリー・ミノーグの原曲と同時期に集中していることから、原曲との相互影響のもとに有線で支持層を拡げた結果のヒットであったとも見られている。カイリー・ミノーグの原曲は、Wink版のリリースより1ヶ月ほど遅い1988年12月21日に、そのアルバム『ラッキー・ラヴ』から日本限定でシングルカットされて発売されたものであるが、オリコンチャートでは1989年1月30日付から4月3日付まで、10週連続で洋楽シングルの1位となっており、ヒットした時期はWink版とほぼ同じであった。
なお、テレビの音楽ランキング番組でも、表題曲がオリコンチャートと同様のランキング傾向となっている。『ザ・ベストテン』（TBS系）においては、1989年1月5日に6位に入り、9週目の3月2日に1位を獲得。以後、4月27日の8位まで、10位以内に17週連続ランクインし、6月28日に上半期ベストテン1位となった。『歌のトップテン』（日本テレビ系）においては、1989年1月16日に10位に入り、7週目の2月27日以降、3月6日・13日・20日と、4週連続1位を獲得。以後、5月1日の9位まで、10位以内に16週連続ランクインしている。累計ではミリオンヒットを記録したという資料もある。Winkは、こうしたロングヒットの後、本曲により1989年7月8日放送の『発表・全日本有線放送大賞』（日本テレビ系）で上半期グランプリを受賞する。
本楽曲は、西城秀樹（1995年）、PUFFY（2001年）、小柳ゆき（2003年）、デーモン小暮閣下（2008年）、稲垣潤一&相川七瀬（2010年）などを始め、日本の多くのアーティストによりカバーされ、1990年には、とんねるずによるパロディ曲「淋しい病気が止まらない」が生み出されている。

## 収録曲
1. 愛が止まらない 〜Turn it into love〜
作詞・作曲：M.ストック、M.エイトキン、P.ウォーターマン / 日本語詞：及川眠子 / 編曲：船山基紀
2. DING DING 〜恋から始まるふたりのトレイン〜
作詞・作曲：Lasse Andersson, Bruno Glenmark（スウェーデン語版） / 日本語詞：及川眠子 / 編曲：船山基紀
  - アニカ・ブルマン「I en ding ding värld」のカバー

## 批評
本作発売前の『ORICON WEEKLY』のレビューでは、表題曲について、「軽快なビートと哀愁メロディーが、2人の声の陰の部分を引き出してて、いいと思う。」とされている。
本曲ヒット後における『CDジャーナル』では、「官能的な歌詞をただただ淡々と可憐に歌う……。アイドル・ポップスの新境地を開いた、Winkならではの哀愁系ユーロビート。切なく響く打ち込みビートと瑞々しい歌声は、エンドレスで聴いていたい心地よさだ。」と評された。

## 本作によるWinkの世上での認知
本作はWinkのシングル3作目であるが、そのヒット時からWinkの既発のシングルやアルバムが全てオリコンチャート200位以内に入り始めたことを以って、ユーザーの関心がこの楽曲から彼女たち自身へ移行し、このデュオがアーティストとして完全に認知されたという指摘がある。同チャートでは、シングル1作目の「Sugar Baby Love」が最高20位、2作目の「アマリリス」が最高30位であったが、これらの楽曲のリリース時期には、本来はアイドルではなくアルバムアーティストとしてデビューしたWinkのビジュアルが、歌唱に先行しないよう、その露出が控えられていて、前2作を超える本作のヒットまでは、彼女たち自身の知名度は高いものではなかった。
後にWinkは、1989年12月7日放送の『音楽派Together』（TBS系）において、表題曲が初めてのヒット曲となったため多くの人からデビュー曲と思われているが、デビュー曲は「Sugar Baby Love」である旨を語っている。

## 表題曲の成り立ち
表題曲は、フジパシフィック音楽出版がプロジェクトしたものである。同社は、当曲タイアップドラマ『追いかけたいの!』の制作・放送局であるフジテレビの番組主題歌の著作権を持ち、1987年に同局のドラマ『あまえないでョ!』の主題歌用に、イタリア出身の歌手であるマイケル・フォーチュナティの "Give Me Up" をアイドルデュオ・BaBeのデビュー曲としてカバーさせ、ヒットさせているが、Winkのプロジェクトは、この成功例を踏まえたものであったという。Winkは、フジテレビの南野陽子主演ドラマ『熱っぽいの!』（1988年4月14日 - 7月7日放送）の主題歌である「Sugar Baby Love」を以ってレコード・デビューしていた経緯があり、これを機縁として、やはり南野の主演ドラマである『追いかけたいの!』の主題歌を歌唱することとなった。その主題歌としては初め、この音楽出版社の国際部のスタッフによって、同社が権利を持つカイリー・ミノーグの楽曲の中から "I Should Be So Lucky"（「ラッキー・ラヴ」）が選ばれたが、当時の同社社長である朝妻一郎によって、"Turn It into Love" （「愛が止まらない 〜ターン・イット・イントゥ・ラヴ〜」）に選曲し直されている。
Wink版の作成に当たっては、ポリスターの音楽プロデューサーである水橋春夫のもとに、同デュオの全盛期を支えた、作詞家・及川眠子、編曲家・船山基紀、振付師・五十嵐薫子（のちの香瑠鼓）、スタイリスト・源香代子らが初めて集結することとなった。
同曲の発売は、前作「アマリリス」が1988年9月7日に発売された時には決まっていたといい、Winkのメンバー・鈴木早智子は、「アマリリス」のレコーディングをし終えた時に、次回作として「愛が止まらない」の音源を聴かされた旨を語っている。
レコーディングはその後、9月20日・21日・28日・30日、10月3日に行なわれ、このうち、9月21日に一口坂スタジオにおいて収録された音源がマスターテープとして採用された。
発売は当初、『追いかけたいの!』の第3回放送と同日である11月9日と告知されていたが、翌週の第4回放送と同日である11月16日に発売されることとなった。なお、Winkはこのドラマの同日放送分エンディングにおける、「愛が止まらない」の、レコードのプレゼントコーナーに出演している。

### 日本語詞
日本語詞の作成においては、これを担当するはずだったフジパシフィック音楽出版所属の作詞家が多忙で引き受けることができず、この人物が、同社に所属したばかりの及川眠子を推薦したことにより、彼女に白羽の矢が立っている。この時、及川はWinkの顔も声も知らないまま、原曲のカセットテープのみを渡され、また、訳詞ではなく日本語詞でよいとの指示を受けており、30分ほどで書き上げたという。なお、Winkの前2作である「Sugar Baby Love」と「アマリリス」は、「Give Me Up」などBaBeのシングルの大部分の歌詞を手がけた、森雪之丞（別名、Joe Lemon）が日本語詞や作詞を担当している。
その他、日本語詞に関しては、水橋春夫が、「ターン・イット・イントゥ・ラヴ――原曲のサビのこの言葉を、より強いJUSTという言葉に置き換えた。」とされているが、実際にはそうした置き換えは行なわれておらず、本曲の「JUST」が原曲の「JUST」と全く同じ個所に現れているほか、本曲の「もう」や「今」などの詞が、原曲の「JUST」と対応するかたちになっている。原曲の歌詞の「TURN IT INTO LOVE」に対応する本曲のそれは、「心ごと 止まらない もう」、「JIN-JIN-JIN 感じてる」、「FURA-FURA-FURA 乱れてる」、「止まらない」、「乱れてる」、「感じてる」である。

### 編曲
船山基紀が朝妻一郎より依頼を受けて編曲を担当。本曲のアレンジに関しては水橋春夫から感覚的な指示を受けていたといい、船山は水橋を「いい意味でユル～イ方」としている。その編曲の際は船山自らの方法に則っており、原曲を分析した上で、そのままの演奏では密度が低く日本語詞がフィットしないため、リヴァーヴを強めにしたり、音を厚くしたりしている。楽器を増やして音を厚くしたのは、フォークソングを好んだWinkメンバー・相田翔子の歌声が「ふわっと」軽かったため、これを補うためでもあったという。
その他、水橋が「カイリー・ミノーグの曲の中で、この曲はそれほど魅力的な曲じゃないんです。それをどう料理するか」として、編曲面で、①テンポが遅めの原曲を通常のユーロビートのテンポにして軽快感を出す、②日本人が好みそうなイントロにする、③オブリガートを使う、④Winkに合わせたメロディを一部作る等を行なったという。

### 振付
振付を担当した五十嵐薫子は、本格的なダンスを取り入れたBaBeの振付師であったが、本曲の振付のオファーが来た当初は、「踊れない二人組の振付」をすることとなり落胆している。しかしながら、Winkは「二人とも普通なのに、〝自分らしささ〟も世界観もしっかりとしている。普通だけど、平凡じゃない。」と思い至る。そこで彼女が付した振付はWinkの二人が非対称な踊りを踊るものであるが、それは、一見似ている彼女たちの個性を際立たせるためのものであり、また、コンピュータゲームに慣れている人たちであれば、二人が同時に行なう異なる振付を容易に識別し、楽しめるだろうとの目論見から、情報量を増やすことによって視聴者を飽きさせないようにするという狙いもあった。「誰でもできるシンプルな振付にも意味があり、私の真剣な思いが込められていました。」と彼女は語る。
なお、Winkのカラオケ集CD『Fairy Tone』のブックレットに、この振付の踊り方について、五十嵐による解説と、その助手・林エリィによるイラスト図解が付されている。

### 衣装
スタイリストの源香代子は、本曲がヒットし始めてすぐにオファーを受けた旨を語る。彼女はそれ以前に、アイドル歌手時代の山瀬まみを水橋春夫とともに手がけたことがある。衣装の作成にあたって、水橋からはそのイメージ設定や具体的なオーダーは受けておらず、楽曲と詞、Winkの声から感じたものをビジュアルとして描きあげたという。

## 収録アルバム
愛が止まらない 〜Turn it into love〜
- At Heel Diamonds - Remix Version
- Fairy Tone - オリジナル・カラオケ
- Wink First Live Shining Star - ライブ
- Wink Hot Singles
- Fairy Tone 2 - オリジナル・カラオケ
- Raisonné
- Diary
- Wink Volume 1
- Remixes - BE THANKSFUL FOR WHAT YOU'VE GOT / NO LIMITS RMX
- Reminiscence - BAD YARDS ROCK IT INTO DUB
- WINK MEMORIES 1988-1996 - リマスタリング

DING DING 〜恋から始まるふたりのトレイン〜
- Back to front

## テレビ番組における歌唱
※ 在京キー局のテレビ番組の放送日は首都圏のもの。地方の系列局の放送日は異なる場合がある。
愛が止まらない 〜Turn it into love〜
| 放送日 (曜日)                 | 収録日 (曜日)            | 番組名                                                                                       | 放送局                  | 衣装 | 備考 |
| ----------------------------- | ------------------------ | -------------------------------------------------------------------------------------------- | ----------------------- | ---- | --- |
| 1988.11.19 (土) 深夜          | 1988.11.19 (土) 深夜     | SUPER WEEKEND LIVE 土曜深夜族                                                                | TBS                     | Ａ   | Winkの衣装は鈴木早智子の帽子と相田翔子のスカートのデザインが以後のものと異なる。 |
| 1988.11.24 (木)[注 16]        | 1988.11.24 (木)[注 16]   | おはよう朝日です[注 16]                                                                      | 朝日放送                | Ｅ   | Winkは既製品の衣服を着用して出演。 |
| 1988.11.27 (日)[注 17]        | 1988.11.10 (木)[注 18]   | 第7回とびだせ!!フレッシュ歌謡まつり[注 17]                                                   | CBCテレビ               | Ｅ   | 会場は愛知県春日井市民会館[注 18]。Winkは既製品の衣服を着用して出演。 |
| 1988.12.12 (月)               | 1988.12.12 (月)          | 歌のトップテン                                                                               | 日本テレビ              | Ａ   | 第18位。Winkは「もうすぐトップテン」コーナーに出演[42]。 |
| 1988.12.16 (金)[43]           | 1988.12.16 (金)          | ミュージックステーション[43]                                                                 | テレビ朝日              | Ａ   | |
| 1988.12.22 (木)               | 1988.12.22 (木)          | ザ・ベストテン                                                                               | TBS                     | Ａ   | 第15位。Winkは「今週のスポットライト」コーナーに出演[42]。 |
| 1988.12.25 (土)               | 1988.12.08 (木)[注 19]   | 歌謡びんびんハウス                                                                           | テレビ朝日              | Ａ   | |
| 1988.12.31 (土) 深夜          | 1988.12.31 (土) 深夜     | オールナイトフジ                                                                             | フジテレビ              | Ａ   | |
| 1989.01.05 (木)               | 1989.01.05 (木)          | ザ・ベストテン                                                                               | TBS                     | Ｂ   | 第6位[44]。 |
| 1989.01.12 (木)[注 20]        | 1989.01.12 (木)          | ザ・ベストテン[注 20]                                                                        | TBS                     | Ｂ   | 第8位[44]。Winkの本曲歌唱前に鈴木早智子が「津軽海峡・冬景色」を独唱。この出演時から鈴木の衣装のパンツの裾が裁断されたものになっている。 |
| 1989.01.16 (月)               | 1989.01.16 (月)          | 歌のトップテン                                                                               | 日本テレビ              | Ｅ   | 第10位。Winkは既製品の衣服を着用して出演。 |
| 1989.01.19 (木)[注 21]        | 1989.01.19 (木)          | ザ・ベストテン[注 21]                                                                        | TBS                     | Ａ   | 第4位[44]。 |
| 1989.01.21 (土)               | 1989.01.13 (金)[注 22]   | サタデーポップ'88                                                                            | TBS                     | Ｂ   | |
| 1989.01.22 (日)               | 1989.01.10 (火)[注 23]   | やる気マンマン日曜日                                                                         | 毎日放送・TBS           | Ｂ   | |
| 1989.01.23 (月)               | 1989.01.23 (月)          | 歌のトップテン                                                                               | 日本テレビ              | Ｂ   | 第7位。 |
| 1989.01.26 (木)               | 1989.01.26 (木)          | ザ・ベストテン                                                                               | TBS                     | Ｅ   | 第4位[44]。Winkはスキーウェアを着用し、渋谷区原宿の人工スキー場であるハイネケン・スキーリゾートより中継で出演。歌唱後にWinkは番組スタジオへ移動し、相田翔子が放送終了間際に「心霊写真」を披露。 |
| 1989.01.28 (土)               | 1989.01.28 (土)[注 24]   | E子のランチタイム                                                                            | テレビ東京              | Ｅ   | 富士急ハイランドにてロケ[注 24]。Winkは防寒服を着用してスケートリンク上で歌唱。 |
| 1989.01.29 (日)[注 25]        | 1989.01.17 (火)[注 26]   | 歌え!ヒット・ヒット[注 25]                                                                   | テレビ東京              | Ｂ   | |
| 1989.01.30 (月)               | 1989.01.30 (月)          | 歌のトップテン                                                                               | 日本テレビ              | Ｂ   | 第5位。 |
| 1989.02.02 (木)[注 27]        | 1989.02.02 (木)          | ザ・ベストテン[注 27]                                                                        | TBS                     | Ａ   | 第3位[44]。視聴者への電話により鈴木早智子と相田翔子の人気投票を行なう[注 27]。 |
| 1989.02.03 (金)[45]           | 1989.02.03 (金)          | ミュージックステーション[45]                                                                 | テレビ朝日              | Ｂ   | |
| 1989.02.05 (日)               | 1989.01.24 (火)？        | 歌え!ヒット・ヒット                                                                          | テレビ東京              | Ｂ   | |
| 1989.02.06 (月)[注 28]        | 1989.02.06 (月)          | 歌のトップテン[注 28]                                                                        | 日本テレビ              | Ｅ   | 第3位。Winkは内藤こづえデザインのDCブランド衣装を着用して出演[注 28]。 |
| 1989.02.09 (木)[注 29]        | 1989.02.09 (木)          | ザ・ベストテン[注 29]                                                                        | TBS                     | Ｃ   | 第2位[44]。 |
| 1989.02.12 (日)[注 30]        | 1989.02.05 (日)[注 31]   | スーパーJOCKEY[注 30]                                                                        | 日本テレビ              | Ａ   | |
| 1989.02.13 (月)[注 32]        | 1989.02.13 (月)          | 歌のトップテン                                                                               | 日本テレビ              | Ｃ   | 第2位。 |
| 1989.02.16 (木)[注 33]        | 1989.02.16 (木)          | ザ・ベストテン[注 33]                                                                        | TBS                     | Ｃ   | 第2位[44]。 |
| 1989.02.19 (日)[注 34][注 35] | 1989.02.06 (月)[注 36]   | 歌え!ヒット・ヒット[注 34][注 35]                                                            | テレビ東京              | Ｅ   | Winkはスキーウェアを着用してスキー場で歌唱[注 34][注 36]。 |
| 1989.02.20 (月)[注 37]        | 1989.02.20 (月)          | 歌のトップテン[注 37]                                                                        | 日本テレビ              | Ｃ   | 第2位。 |
| 1989.02.23 (木)[注 38]        | 1989.02.23 (木)          | ザ・ベストテン[注 38]                                                                        | TBS                     | Ｂ   | 第2位[46]。歌唱前にWinkの二人それぞれの初恋の人が登場[注 39]。 |
| 1989.02.27 (月)[注 40]        | 1989.02.27 (月)          | 歌のトップテン[注 40]                                                                        | 日本テレビ              | Ｂ   | 第1位。 |
| 1989.03.02 (木)[注 41]        | 1989.03.02 (木)          | ザ・ベストテン[注 41]                                                                        | TBS                     | Ｅ   | 第1位[46]。Winkは黒い長手袋とベルトを付したこの時限りの白い衣装を着用して出演。本曲歌唱の際にアルバム『At Heel Diamonds』収録のRemix版のイントロを用いる。 |
| 1989.03.06 (月)[注 42]        | 1989.03.06 (月)          | 歌のトップテン                                                                               | 日本テレビ              | Ｅ   | 第1位。Winkは和服をアレンジした衣装を着用して出演[注 42]。 |
| 1989.03.09 (木)[注 43]        | 1989.03.09 (木)          | ザ・ベストテン[注 43]                                                                        | TBS                     | Ｄ   | 第2位[46]。 |
| 1989.03.13 (月)[注 44]        | 1989.03.13 (月)          | 歌のトップテン[注 44]                                                                        | 日本テレビ              | Ｄ   | 第1位。鈴木早智子と相田翔子がパートを入れ替えて歌唱[注 44]。 |
| 1989.03.16 (木)[注 45]        | 1989.03.16 (木)          | ザ・ベストテン[注 45]                                                                        | TBS                     | Ｄ   | 第2位[46]。Winkは、『熱帯夜スペシャル』（テレビ朝日系）のロケを行なっていた、翌日オープンの沖縄県那覇市のディスコ・ZAVARESから中継で出演[注 45]。 |
| 1989.03.20 (月)[注 46]        | 1989.03.20 (月)          | 歌のトップテン[注 46]                                                                        | 日本テレビ              | Ｄ   | 第1位。Winkが海老一染之助・染太郎と共演[注 46]。 |
| 1989.03.23 (木)[注 47]        | 1989.03.23 (木) ②        | ザ・ベストテン                                                                               | TBS                     | Ｅ   | 第2位[46]。鈴木早智子が風邪の名目で欠場し[注 48]、相田翔子が既製品の衣服を着用して単独出演。『がんばれドラゴンズまつり』出演[注 49]のため滞在していた名古屋より中継。 翌週3月30日はドラマ『痛快!ロックンロール通りファイナル』放送[注 50]により番組休止。同日のランキングは第3位[46]。                      |
| 1989.03.25 (土)[注 51]        | 1989.03.23 (木) ①[注 49] | '89がんばれドラゴンズまつり[注 51]                                                           | CBCテレビ               | Ｄ   | 鈴木早智子が風邪の名目で欠場し[注 48]、相田翔子が単独出演。 |
| 1989.04.06 (木)[注 52]        | 1989.04.06 (木)          | ザ・ベストテン[注 52]                                                                        | TBS                     | Ｅ   | 第4位[46]。鈴木早智子が白、相田翔子が黒のドレスを、第3位にランクインした「涙をみせないで」[46]の衣装の上に着用して本曲を歌唱。同曲歌唱終了時にこれを脱ぎ、続けて「涙をみせないで」を歌唱。 前週3月30日はドラマ『痛快!ロックンロール通りファイナル』放送[注 50]により番組休止。同日のランキングは第3位[46]。 |
| 1989.04.10 (月)[注 53]        | 1989.04.10 (月)          | 歌のトップテン[注 53]                                                                        | 日本テレビ              | Ｃ   | 第5位。 「涙をみせないで」が第3位にランクイン[注 53]。 前週4月3日は『第3回・芸能人オールスター夢の球宴!』放送[注 54]により番組休止。 翌週4月17日は『プロ野球～東京ドーム 巨人×広島』放送[注 55]により番組休止。                                                                                             |
| 1989.04.13 (木)               | 1989.04.13 (木)          | ザ・ベストテン                                                                               | TBS                     | Ａ   | 第7位[47]。 「涙をみせないで」が第4位にランクイン[47]。 |
| 1989.04.20 (木)               | 1989.04.20 (木)          | ザ・ベストテン                                                                               | TBS                     | Ｅ   | 第8位[48]。Winkは、本曲16週連続ランクインを記念し、「大人のWink」として燕尾服型の衣装を着用して歌唱。 「涙をみせないで」が第4位にランクイン[48]。 |
| 1989.04.24 (月)[注 56]        | 1989.04.24 (月)          | 歌のトップテン[注 56]                                                                        | 日本テレビ              | Ａ   | 第8位。 「涙をみせないで」が第4位にランクイン。相田翔子が紛失したとされる「Sugar Baby Love」の衣装（ピンク色のメイド服）[注 57]を番組が復元し、Winkはこれを「涙をみせないで」の歌唱の際に着用[注 56]。 前週4月17日は『プロ野球～東京ドーム 巨人×広島』放送[注 55]により番組休止。                           |
| 1989.04.27 (木)               | 1989.04.27 (木)          | ザ・ベストテン                                                                               | TBS                     | Ｃ   | 第8位[48]。 「涙をみせないで」が第1位にランクイン[48]。 |
| 1989.05.01 (月)[注 58]        | 1989.05.01 (月)          | 歌のトップテン[注 58]                                                                        | 日本テレビ              | Ｂ   | 第9位。 「涙をみせないで」が第1位にランクイン。 |
| 1989.06.29 (木)[注 59]        | 1989.06.29 (木) ②        | ザ・ベストテン[注 59]                                                                        | TBS                     | Ｅ   | 上半期第1位。Winkは既製品の衣服を着用し、大阪における『発表・全日本有線放送大賞』収録終了後に同地のディスコ・テラス2 DESSE JENNYより中継で出演。 |
| 1989.07.08 (木)[注 60]        | 1989.06.29 (木) ①[注 61] | 発表・全日本有線放送大賞[注 60]                                                              | 読売テレビ・ 日本テレビ | Ｅ   | 上半期グランプリ。Winkは「淋しい熱帯魚」の衣装を着用して本曲を歌唱。 |
| 1989.07.29 (土)[注 62][注 63] | 1989.07.17 (月)[注 64]   | 中間発表!第22回日本有線大賞[注 62][注 63]                                                    | TBS                     | Ｅ   | Winkは「淋しい熱帯魚」の衣装を着用して本曲を歌唱。 |
| 1990.04.25 (水)[注 65]        | 1990.04.25 (水)          | 夜のヒットスタジオSUPER[注 65]                                                               | フジテレビ              | -    | 香港で開催の回[注 65]。Winkは同番組のオープニングメドレーで本曲を、本編では「Sexy Music」を歌唱。 |
| 1991.01.11 (金)[注 66]        | 1991？                   | ヒットパレード90's[注 66]                                                                    | フジテレビ              | -    | Winkは同番組で「ニュー・ムーンに逢いましょう」も歌唱。 |
| 1992.06.15 (月)[50]           | 1992.04.05 (日)          | Winkコンサートツアー'92[50]                                                                  | NHK BS2                 | -    | 同番組は1992年4月5日(日)に中野サンプラザで開催された「Sapphire」コンサートを収録したもの。Winkはコンサート用の衣装を着用。 1993年1月3日(日)に再放送[51]。 ライブビデオ『WINK '92 CONCERT SAPPHIRE』（ポリスター、1992年9月26日）に同番組の内容が一部収録されるものの、本曲歌唱部分は未収録。                |
| 1992.10.09 (金)[52][注 67]    | 1992.10.09 (金)          | ミュージックステーション[52][注 67]                                                          | テレビ朝日              | -    | Winkは視聴者が選んだ「Wink BEST10」の1位曲として本曲を歌唱[52][注 67]。同番組では「リアルな夢の条件」も歌唱。 |
| 1994.02.05 (土)[注 68]        | 1994.02.05 (土)          | 雪まつりスペシャル'94[注 68]                                                                 | テレビ朝日              | -    | Winkは防寒用のコートを着用して本曲を歌い、同番組で「いつまでも好きでいたくて」、「Made In Love」、「摩天楼ミュージアム」、「淋しい熱帯魚」も歌唱。 |
| 1994.11.06 (日)[53]           | 1994                     | アイドルオンステージ[53]                                                                     | NHK BS2                 | -    | Winkはコンサート用の衣装を着用して出演。同番組で「追いつめたい」と「涙を責めないで」のメドレーも歌唱。 |
| 1995.09.27 (水)[注 69]        | 1995                     | 特別企画!上岡・研の有名人が選ぶわがまま名曲ベスト1[注 69]                                    | テレビ朝日              | -    | Winkは同番組に「JIVE INTO THE NIGHT」の衣装を着用して出演し、港区六本木のディスコ・ヴェルファーレにおいて同曲と本曲を歌唱。 |
| 1995.09.30 (日)[注 70]        | 1995.09.30 (日)[54]      | 370万人スペシャル!静岡夢特急!午後4時までノンストップ8元放送[注 70]（静岡朝日テレビ祭り）[54] | 静岡朝日テレビ          | -    | Winkは同番組に「JIVE INTO THE NIGHT」の衣装を着用して出演し、静岡市役所前青葉イベント広場において、「JIVE INTO THE NIGHT」、「咲き誇れ愛しさよ」、「Heavenが待ってる」、本曲、「淋しい熱帯魚」、「Angel Love Story」を歌唱[54]。                                                                            |
| 1996.03.16 (土)[注 71]        | 1996                     | THE夜もヒッパレ[注 71]                                                                       | 日本テレビ              | -    | 活動停止前のWink最後のテレビ出演[55]。Winkは同番組で「いい日旅立ち」（山口百恵の楽曲）、「淋しい熱帯魚」、「涙をみせないで」、本曲、「トゥインクル トゥインクル」、「Sexy Music」のメドレーを歌い、華原朋美の楽曲「I'm proud」も歌唱[注 71]。                                                               |
| 1999.12.30 (木)[注 72]        | 1999.12.30 (木)          | 超える!テレビ[注 72]                                                                         | TBS                     | -    | Winkは同番組で「淋しい熱帯魚」も歌唱。 |
| 2018.08.18 (木)[56]           | 2018.08.04 (木)[57][58]  | 思い出のメロディー[56]                                                                       | NHK総合                 | -    | Winkは同番組で「淋しい熱帯魚」も歌唱[57][58]。 |
- 「衣装」欄は1988年 - 1989年のみ記載
- 「衣装」欄の記号：Ａ＝黒い衣装　Ｂ＝白色と金色の衣装　Ｃ＝すみれ色の衣装　Ｄ＝白い衣装　Ｅ＝その他（「備考」欄参照）

## カバー
愛が止まらない 〜Turn it into love〜
| 発売日     | アーティスト       | 収録作品 | 備考                                                                           |
| ---------- | ------------------ | --- | ------------------------------------------------------------------------------ |
| 1990.11.25 | Yoo Yoo            | シングル「愛が止まらない」（ポリスター） アルバム『BEST OF WINK』（ポリスター、1991年11月25日） アルバム『WINK COLLECTION』（ポリスター、1992年9月26日） | 英語の原詞による歌唱であるため原曲のカイリー・ミノーグ版のカバーともなっている |
| 1995.06.07 | 西城秀樹           | シングル「愛が止まらない 〜Turn it into love〜」（RCA ⁄ BMGビクター） アルバム『コスメティック ルネッサンス〜ノエビアCM HITS!〜』（Dreamusic、2003年2月26日） | 「西城秀樹のカバー」の節参照                                                   |
| 2001.12.05 | PUFFY              | シングル「青い涙」（エピックレコードジャパン） |                                                                                |
| 2003.03.26 | Baby M             | シングル「Baby love/愛が止まらない~Turn It Into Love~」（ユニバーサルJ） |                                                                                |
| 2003.09.25 | 小柳ゆき           | アルバム『KOYANAGI the COVERS PRODUCT 2』（ワーナーミュージック・ジャパン） |                                                                                |
| 2008.01.30 | デーモン小暮閣下   | アルバム『GIRLS' ROCK √Hakurai』（エイベックス・エンタテインメント） |                                                                                |
| 2008.12.10 | レディオサイエンス | シングル「雨音はショパンの調べ」（ビクターエンタテインメント） アルバム『umbrella』（ビクターエンタテインメント、2013年10月16日） |                                                                                |
| 2008.12.17 | Ordinary Venus     | アルバム『Ordinary Venus』（ビクターエンタテインメント） |                                                                                |
| 2008       | 璃杏               | オムニバスカバーアルバム『J POWER MIX Vol.1 R40 Happy Max』（ドライブ・ミュージック・エンタテインメント） オムニバスカバーアルバム『Always FEVER R40』（ドライブ・ミュージック・エンタテインメント、2010年6月16日） オムニバスカバーアルバム『Disco J Night』（ドライブ・ミュージック・エンタテインメント、2011年3月23日） オムニバスカバーアルバム『J-POPディスコ伝説』（ドライブ・ミュージック・エンタテインメント、2011年12月7日） |                                                                                |
| 2009.08.12 | 茉奈 佳奈          | アルバム『ふたりうた2』（Nayutawave Records） |                                                                                |
| 2010.09.29 | 稲垣潤一&相川七瀬  | 稲垣潤一アルバム『男と女3』（ユニバーサル ストラテジック マーケティング ジャパン） | 楽曲タイトルは「愛が止まらない(Originally titled as TURN IT INTO LOVE)」       |
| 2011.03.02 | serial TV drama    | シングル「愛が止まらない-Turn It Into Love-」（ソニー・ミュージックエンタテインメント） アルバム『パワースポット』（ソニー・ミュージックエンタテインメント、2011年8月17日） |                                                                                |
| 2011.08.24 | Fairy Story        | アルバム『Fairytale』（マリン・エンタテインメント） |                                                                                |
| 2014.04.09 | GILLE              | アルバム『I AM GILLE. 3 ～70's&80's J-POP～』（UNIVERSAL J） | 英語の原詞による歌唱であるため原曲のカイリー・ミノーグ版のカバーともなっている |
| 2014.08.01 | PiGU               | シングル「青い風のビーチサイド / 愛が止まらない」（Smile19） アルバム『ザ・アイドロイド』（Smile19、2015年1月14日） |                                                                                |
| 2017.02.02 | 243と吉崎綾        | シングル「恋のロマンス」（BOLSTAR MUSIC） |                                                                                |
| 2021.12.15 | 小片リサ           | カバーアルバム「bon voyage!〜 risa covers 〜」（zetima/アップフロントワークス） | 譜久村聖（モーニング娘。'21）とのデュエット                                    |

## パロディ曲
淋しい病気が止まらない
- とんねるずの楽曲。Winkのヒット曲である、「淋しい熱帯魚」、「涙をみせないで」[注 73]および「愛が止まらない」のパロディ曲。とんねるずのパロディ曲アルバム『ほのちゃんにはがはえた。』（ポニーキャニオン、1990年6月27日）DISC1に収録。作詞：秋元康、作曲：後藤次利。

## 西城秀樹のカバー・シングル
「愛が止まらない 〜Turn it into love〜」（あいがとまらない ターン・イット・イントゥ・ラヴ）は、西城秀樹の72枚目のシングル。1995年6月7日にRCAから発売された。

### 概要
Winkのカバー曲「愛が止まらない 〜Turn it into love〜」を原曲としてカバーしたものである。ノエビア化粧品のアレンジCMソング・シリーズに使用された。
C/Wの「センチメンタル・モーテル」は、1984年のアルバム『GENTLE・A MAN』の収録曲である。

### 収録曲
1. 愛が止まらない 〜Turn it into love〜
作詞・作曲：Mike Stock, Matt Aitken, Pete Waterman / 日本語詞：及川眠子 / 編曲：芳野藤丸
2. センチメンタル・モーテル
作詞：大津あきら / 作曲：鈴木キサブロー / 編曲：大谷和夫
3. 愛が止まらない 〜Turn it into love〜（オリジナル・カラオケ）
4. センチメンタル・モーテル（オリジナル・カラオケ）